# Buddy DeFranco
Buddy DeFranco (Camden, 1923. február 17. – Panama City, 2014. december 24.) amerikai dzsesszklarinétos.

## Pályafutása
A swing és a Big band fénykorában vált ismertté. Ken Peplowski klarinétos kollégája megjegyzése szerint Benny Goodman stílusát DeFranco a bebop izgalmas, újszerű területein fejlesztette tovább.
Többek között Art Tatum, Oscar Peterson, Ella Fitzgerald, Tony Bennett, Count Basie, Frank Sinatra, Billy Holiday partnere volt, amellett (1966 - 1974 között) a Glenn Miller Orchestra vezetője volt.
Az egyik legnagyobb hatású klarinétos volt.
Montanában egy dzsesszfesztivál van elnevezve róla.

## Lemezválogatás
- Mr. Clarinet (1953) + Art Blakey, Milt Hinton
- Free Fall (1974) + Victor Feldman, John Chiodini, Joe Cocuzzo, Victor Sproles
- Buenos Aires Concerts (1980) + Jorge Lopez Ruiz, Ricardo Lew, Jorge Navarro
- Mr. Lucky (OJC, 1982) + Albert Dailey, George Duvivier, Ronnie Bedford, Joe Cohn
- Hark (OJC, 1985) + Joe Pass, Oscar Peterson, Martin Drew, Niels-Henning Ørsted Pedersen
- Holiday for Swing (1988) + John Campbell, Terry Gibbs
- Like Someone in Love (1989) + Tal Farlow, Derek S+h, George Duvivier, Ronnie Bedford
- Chip off the Old Bop (1992) + Jimmy Cobb, Keter Betts, Joe Cohn, Larry Novak
- Buddy DeFranco & Oscar Peterson Play George Gershwin (1998) + Herb Ellis, Oscar Peterson, Ray Brown
- Gone with the Wind (1999) + Todd Coolman, Jerry Coleman
- Do Nothing Till You Here from Us (2004) + Dave McKenna, Joe Cohn
- Cookin' the Books (2004) + Butch Miles, John Pizzarelli, Martin Pizzarelli, Ray Kennedy

## Díjak
- The National Endowment for the Arts, 2006.
- Húsz díjat kapott a Down Beat magazintól, kilencet a Metronome magazine-tól, és tizenhat Playboy All Stars díjat kapott.
- American Jazz Hall Of Fame

## További információ
- Hivatalos oldal
- Buddy DeFranco az Internet Movie Database-ben (angolul)